# Cam thảo dây

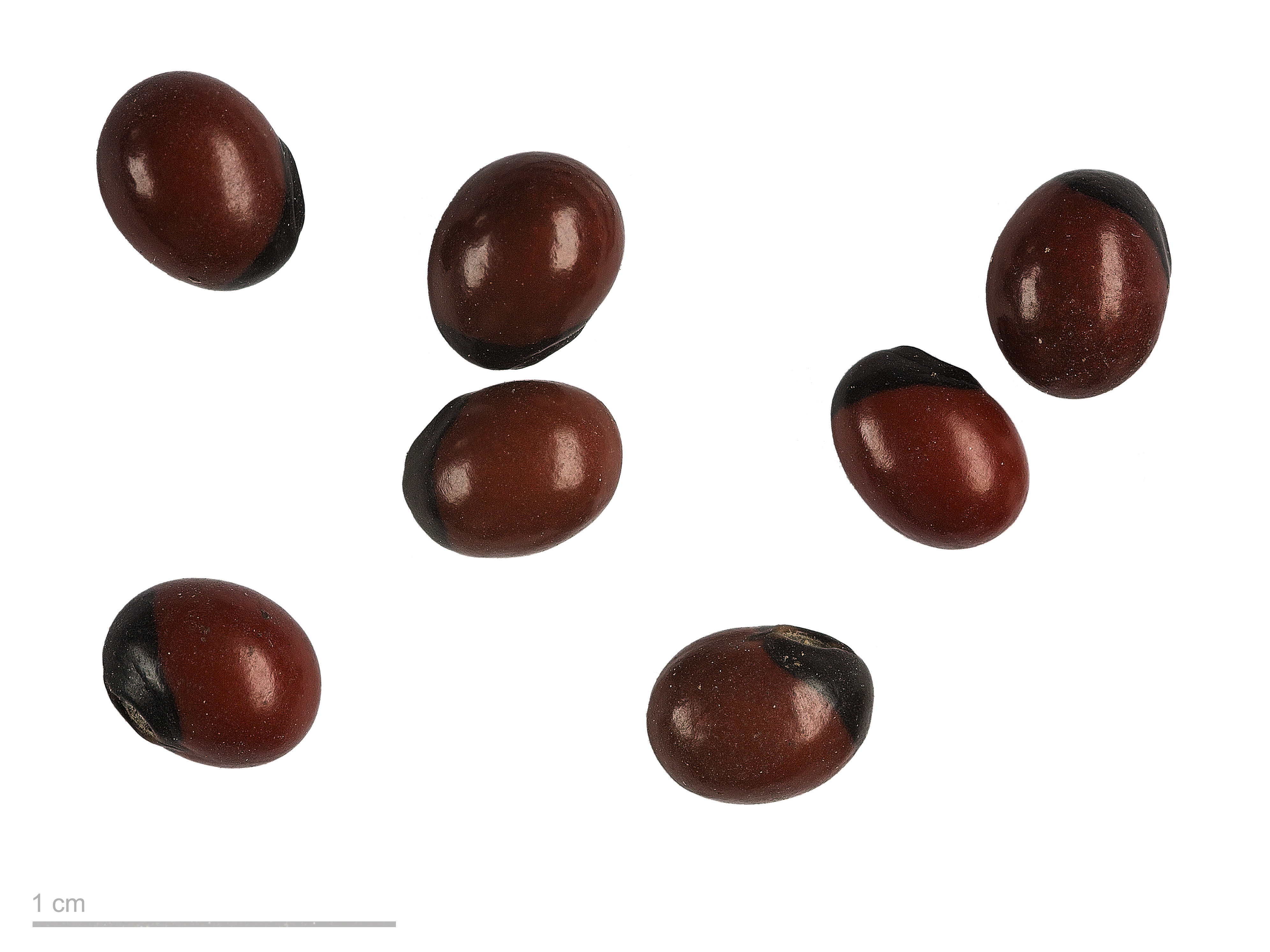
Hạt của Abrus precatorius

Cam thảo dây hay còn gọi tương tư, cườm thảo đỏ, chi chi, cườm cườm, cảm slảo (tiếng Tày), hương tư tử (香 思 子 -tiếng Trung) (danh pháp khoa học: Abrus precatorius) là loài thực vật có hoa thuộc họ Đậu được L. mô tả lần đầu năm 1753. Cây sinh trưởng dạng thân leo với các lá hình lông chim dài bao gồm nhiều lá chét mọc so le. Hoa màu hồng, mọc ở kẽ lá. Quả thuộc loại quả đậu dẹt chứa từ 3-7 hạt hình trứng màu đỏ đốm đen. Hạt của nó hay được dùng để làm chuỗi tràng hạt hay trong các bộ gõ (âm nhạc). Hạt của nó chứa các chất có độc tính cao nhưng khó gây tổn thương cho cơ thể nếu nuốt phải hạt tươi còn nguyên vỏ do lớp vỏ này khá cứng và khó bị phá vỡ. Toàn cây có vị ngọt. Loài cây này mọc hoang nhiều ở vùng rừng núi cũng như ven biển.

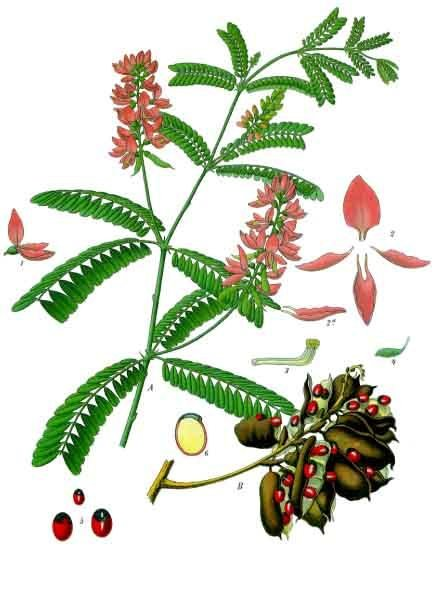
Abrus precatorius trong Medicinal-Plants của Koehler.

## Độc tính
Các chất độc có trong Abrus precatorius gọi là abrin và rất giống với ricin. Nó là một chất nhị trùng bao gồm hai khối con protein, gọi là A và B. Chuỗi B có tác dụng "gắn" abrin vào tế bào: nó liên kết với các protein vận chuyển trên màng tế bào để sau đó vận chuyển chất độc vào trong tế bào. Khi đã ở trong tế bào, chuỗi A ngăn cản việc tổng hợp protein bằng cách thụ động hóa khối con 26S của ribosom. Một phân tử abrin sẽ làm cho khoảng 1.500 ribosom bị thụ động trên 1 giây. Các triệu chứng ngộ độc là y như ngộ độc ricin, ngoại trừ liều gây tử vong của ricin là khoảng 75 lần cao hơn của abrin. Abrin có LD-50 là 0,56 μg (microgram)/kg ở chuột nhắt, và Kingsbury đưa ra liều gây tử vong ở người là 0,00015% trọng lượng cơ thể, hay xấp xỉ 0,075-0,090 mg cho một người nặng 50–60 kg. Việc nuốt phải các hạt còn nguyên vẹn thường không phát hiện được về mặt lâm sàng, do chúng đi qua đường tiêu hóa vì lớp vỏ cứng của chúng.

## Trang sức
Hạt của Abrus precatorius có giá trị trong việc làm đồ trang sức của một số dân cư bản địa nhờ màu sắc rực rỡ của nó. Một phần ba vỏ hạt (phần có rốn hạt) có màu đen, trong khi phần còn lại có màu đỏ tươi, giống như con bọ rùa. Việc làm đồ trang sức bằng hạt cam thảo dây là nguy hiểm, và đã có thông báo về các trường hợp tử vong do bị đâm vào tay trong khi khoan lỗ trên hạt để xỏ dây.